# Poco Loco Gang
The Poco Loco Gang was een Belgische muziekgroep. Ze begonnen met een nieuwe sound ook wel 'happy house' genoemd. Alles begon in discotheek Poco Loco (Ninove) waar Fred Vandermast en Reinier Vanloo dj's waren. Ze maakten samen de single 'Poco Loco', die ze samen componeerden en produceerden.
De opvolger van 'Poco Loco' werd 'Let's Go to the Party' en kende ook succes in Nederland. Hierna verlieten Fred (wegens persoonlijke redenen), de zangeres Saïda en danser Mike het project.
Er werd een nieuwe groep samengesteld waarbij Fred vervangen wordt Patrick, Severin werd de nieuwe zangeres, nieuwe dansers werden Moustic en James. Samen met de nieuwe groep werd er een derde single uitgebracht: 'Tropical Paradise'. (Onder impuls van Patrick werd Poco Loco sound vervangen door de Loco Sound).
Er kwam ook nog een vierde single: 'Come Along' en een full cd geproduceerd door Vanloo en Phil Sterman. Naast de drie hits waren er ook drie mixes op te vinden en een videoclip van de song 'Tropical Paradise'.
Hierna volgde een stilte maar met Kirsten, een 21-jarige vrouw uit Maasmechelen, die de leiding van de groep overnam. Ze was bekend als zangeres en danseres van DJ Sakin & Friends . Samen met twee nieuwe dansers: Marco en Mendo, die nog samenwerkten met Marissa (Paradisio), Sharon Williams en Marisa Turner. 
Er komt ook een nieuwe single op uit: Sunshine On A Rainy Day, geschreven door Sven Maes (Svenson) en Yvo Donckers. De single stond lange tijd in de charts en dit over heel Europa, reacties komen er vanuit Nederland, Scandinavië, Spanje, Engeland en Frankrijk.
Er kwam in 2000 nog een vijfde single: 'Yaki Yo Yaki Ye', ook deze single stond wekenlang in de hitparade. Daarna bleef het ene lange tijd stil, toch kwam er in 2005 nog een opvolger met de cover van  het liedje 'Chirpy Chirpy Cheep Cheep' van Middle of the Road, een single die het heel goed deed in Nederland.

## Singles
- Poco Loco
- Let's Go to the Party
- Tropical Paradise
- Come Along
- Sunshine on a Rainy Day (als The Loco Gang)
- Yaki Yo Yaki Ye (als The Loco Gang)
- The Fun Phenomenon
- Chirpy Chirpy Cheep Cheep